# Рауль Лосано
Рауль Лусіо Лосано (ісп. Raúl Lucio Lozano, нар. 3 вересня 1956, Ла-Плата) — аргентинський волейбольний тренер, нині очолює тренерський штаб чоловічої збірної України.

## Кар'єра
Був головним тренером чоловічих збірних Іспанії (1994—1997, 1999—2000), Польщі (2005—2008), Німеччини (2009—2011), Ірану (2016—2017), Китаю (2017—2019).
2024 року став головним тренером чоловічої збірної України (протягом певного часу його помічником був польський спеціаліст Пйотр Ґрабан, тодішній головний тренер клубу польської Плюс Ліги «Проєкт» (Варшава)). 2024 року під його керівництвом збірна України, у складі якої були відсутні такі провідні гравці, як Олег Плотницький, Василь Тупчій, Віталій Щитков, Ілля Ковальов, Юрій Синиця, Дмитро Терьоменко, Владислав Щуров, неочікувано виграла Золоту Євролігу, здолавши в півфіналі Чехію і у фіналі, в Осієку — Хорватію.